# 明け方のメタファー
『明け方のメタファー』（あけがたのメタファー）は、2011年10月26日に発売されたPragueの2枚目のアルバム。

## 解説
前作『花束』から5か月ぶり、アルバムとしては『perspective』以来1年3か月ぶりとなるアルバム。
本作には、シングル「バランスドール」を含む11曲が収録されている。本作には、外部ミュージシャンが参加しており、キーボーディストのエマーソン北村が3曲参加している。
初回生産限定盤には、DVDが付属しており、ミュージック・ビデオとライブ映像が収録されている。

## 収録曲

### CD
- 全作詞：鈴木雄太 作曲：Prague

1. 時の鐘 [4:29]
金野倫仁によると、「本作のタイトルかつテーマである“明け方のメタファー”に辿り着くきっかけとなった楽曲」[3]。
2. バランスドール [4:11]
  - 4thシングル。
  - テレビ東京系アニメ『銀魂』エンディングテーマ

シングルバージョンにあった前奏がカットされている。
3. 街路樹 [4:13]
バンド結成当初からライブで演奏していた楽曲で、「目を開いて、耳をすましている人ほど、秋は美しくも悩ましい季節だが、その複雑な感情の中でも笑顔でいてほしい」というメッセージが込められている[3]。
4. 夜に溶けた観覧車 [3:27]
鈴木雄太がかねてより「観覧車の曲を書きたい」と思っていたことから書かれた楽曲[3]。
5. 秋揺れ [5:06]
  - 日本テレビ系『ハッピーMusic』10月エンディングテーマ
  - テレビ神奈川『saku saku』2011年11月エンディングテーマ
6. 五線譜の脈動 [3:07]
7. スノーラン [4:29]
「バランスドール」と同じく、1stミニ・アルバム『花束』の頃のアウトテイク。
8. 化石の顔 [3:28]
9. 滑空 [2:27]
10. サーカスライフ (Album Version) [4:18]
  - 1stミニ・アルバム『花束』収録曲のアルバム・バージョン。

伊東賢佑によると、元々キーボードを入れる案が上がっており、エマーソン北村が参加している[3]。
11. 太陽と少年 [4:51]

### DVD（初回生産限定盤）
1. 仇花（Music Clip）
2. バランスドール（Music Clip）
3. 遮光（Live@Prague-Stream Vol.5 2011.07.04）
4. バタフライ（Live@Prague-Stream Vol.5 2011.07.04）
5. Light Infection（Live@Prague-Stream Vol.6 2011.08.01）
6. Roam（Live@Prague-Stream Vol.6 2011.08.01）